# Kamienie migdałkowe

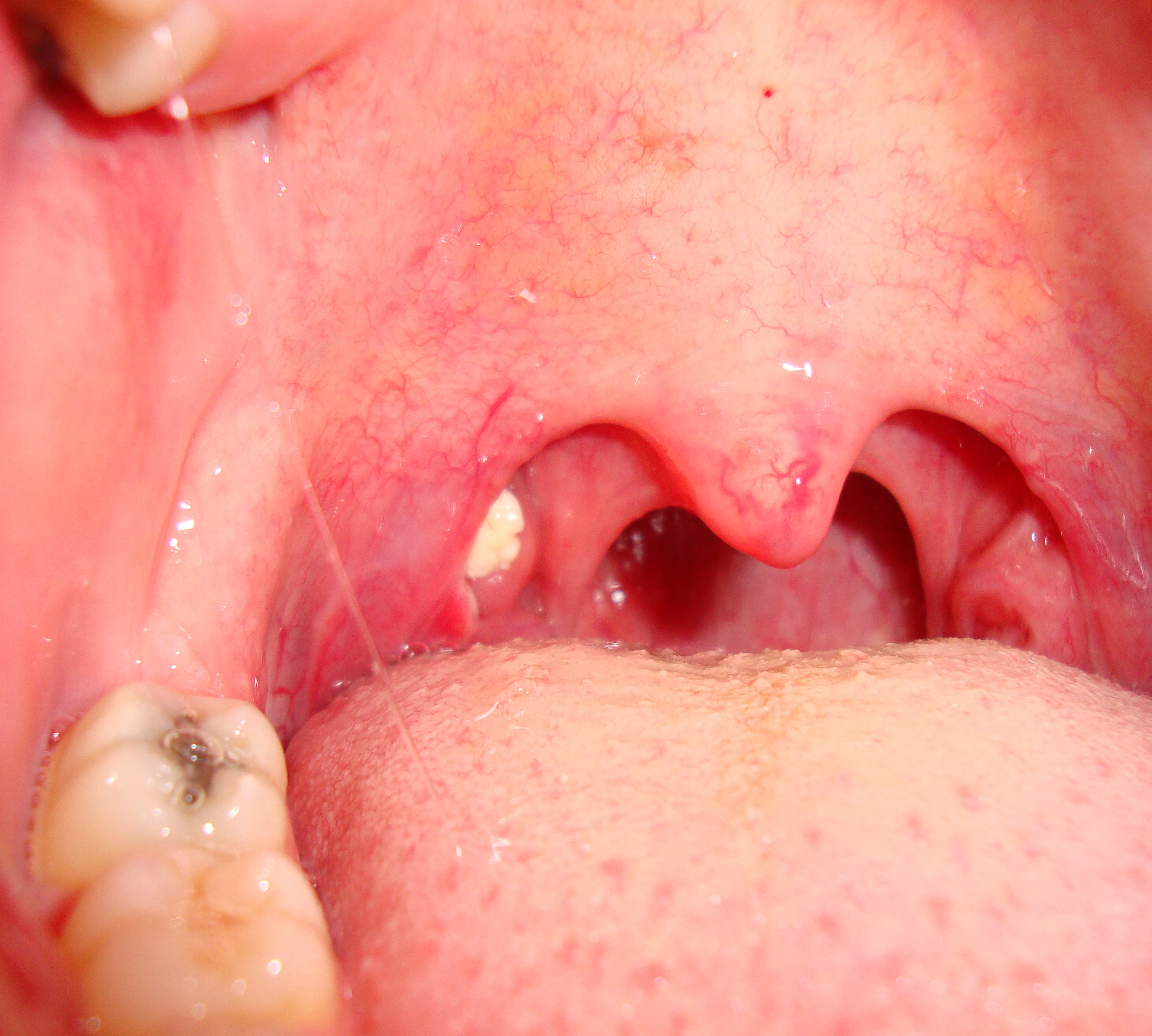
Kamień migdałkowy za prawym łukiem podniebienno-gardłowym

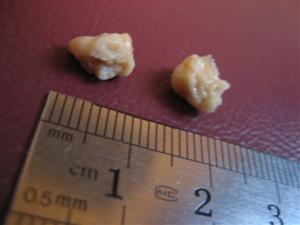
Duże okazy kamieni migdałkowych

Kamienie migdałkowe, czopy migdałkowe (ang. tonsil stones, tonsilar concretions, tonsilloliths) – czopy retencyjne tworzące się w zachyłkach (kryptach) migdałków podniebiennych.
Migdałki podniebienne posiadają liczne krypty (od 10 do 30 każdy) wysłane, podobnie jak cały migdałek, nabłonkiem wielowarstwowym płaskim nierogowaciejącym. Krypty znacznie zwiększają powierzchnię migdałka i przez to potęgują kontakt między środowiskiem a tkanką limfatyczną. W przeciętnej wielkości migdałku podniebiennym u osoby dorosłej szacowane pole powierzchni nabłonka krypt migdałkowych wynosi 295 cm2 i jest około 6 razy większe od powierzchni nabłonka pokrywającego jamę ustną i gardło środkowe (45 cm2). Przebyte stany zapalne gardła środkowego (anginy) powodują powstanie blizn na zewnętrznej powierzchni migdałka podniebiennego, co z kolei zaburza funkcję samooczyszczania jego krypt w trakcie mówienia i połykania śliny. Ze względu na bliski kontakt migdałka i jego krypt ze szlakiem pokarmowym, do ich wnętrza mogą dostawać się resztki pokarmu. Stanowią one doskonałe podłoże do rozwoju bakterii beztlenowych, m.in.: Porphyromonas gingivalis, Treponema denticola, Neisseria pneumococci, Actinomyces, Bacteroides, Prevotella intermedia oraz Fusobacterium nucleatum. W wyniku tego pojawiają się procesy gnilne i powstają substancje zapachowe zawierające siarkę (siarkowodór, merkaptan metylu i siarczek dimetylu), a formujący się detryt ma nieprzyjemny zapach. Opisany mechanizm tłumaczy predyspozycję do powstania kamieni migdałkowych u pacjentów z nawracającym ostrym lub przewlekłym zapaleniem migdałków podniebiennych.

## Etiologia i skład
Uważa się, że kamienie migdałkowe tworzą się w wyniku:
- odkładania się resztek pożywienia,
- gromadzenia się martwych białych krwinek,
- działania bakterii beztlenowych jamy ustnej,
- nadmiernej aktywności gruczołów wydzielniczych.

Składają się one z: 
- nagromadzonych resztek pokarmu,
- komórek złuszczonego nabłonka,
- martwych białych krwinek,
- kryształów cholestyny,
- CaCO3, Ca3(PO4)2[5],
- drobnoustrojów.

## Wygląd i objawy
Kamienie migdałkowe mogą przybierać różne rozmiary – od kilkumilimetrowych, które najczęściej nie są niebezpieczne dla zdrowia, po kilkucentymetrowe (od rozmiarów poniżej 1 mm do 41x21x19 mm) a ich masa wynosi od 0,56 do 42 gramów. Większe kamienie mogą wywoływać reakcję zapalną: powiększenie i bolesność migdałków, wrażenie obecności ciała obcego. Ich barwa może się wahać od kremowej, poprzez żółtawą, do lekko zielonej. Konsystencja jest zwarta, jednak są one miękkie i łatwo można je rozetrzeć. 
Niezależnie od rozmiarów mają bardzo nieprzyjemny, wręcz odrażający zapach i mogą być przyczyną cuchnącego oddechu – halitozy. Spowodowane jest to zawartością lotnych związków siarki (metanotiolu i siarkowodoru) będących wynikiem działania bakterii beztlenowych, a także putrescyny (cuchnącej dwuaminy).
Ich pierwsze pojawienie się jest najczęściej zapowiedzią stałego odtwarzania (niezwykle rzadko tworzą się incydentalnie). Odbudowują się w czasie 1-20 dni. Wraz z ich wzrostem może narastać uczucie obecności ciała obcego w gardle. Gdy kamień osiągnie odpowiedni rozmiar, można go łatwo usunąć przez odkaszlnięcie. Alternatywną metodą usunięcia jest wyciskanie migdałków lub płukanie irygatorem.

## Leczenie
Nie istnieje leczenie zapobiegające nawrotom tworzenia się kamieni, jednak regularne utrzymywanie higieny jamy ustnej może doraźnie zapobiec ich tworzeniu lub znacząco wydłużyć czas potrzebny na ich uformowanie. Pomaga płukanie jamy ustnej oraz gardła naparem z szałwii lub płynami do płukania jamy ustnej o działaniu bakteriobójczym. 
Stosunkowo skuteczne jest kilkudniowe dokładne płukanie krypt co 12 godzin za pomocą płynów bakteriobójczych z wykorzystaniem irygatora. Czopy są wtedy wypłukiwanie a miejsce ich zalegania odkażone co zdecydowanie zmniejsza częstotliwość nawrotów.
Sposobem na zapobieganie tworzenia się kamieni migdałkowych jest użycie lasera medycznego, diatermii radiofalowej oraz metod kriochirurgicznych do usunięcia brzegów krypty naokoło tworzącego się kamienia = ablacja laserowa (kryptoliza laserowa), kryptoliza radiofalowa, kryptoliza kriochirurgiczna.
Kryptoliza najczęściej jest wykonywana w znieczuleniu miejscowym (powierzchowne znieczulenie błony śluzowej gardła w połączeniu z iniekcją środka znieczulającego do niszy migdałkowej oraz łuków podniebienno-językowych i podniebienno-gardłowych). Zabieg ten polega na szerokim otwarciu dużych krypt migdałkowych lub zamknięciu drobnych krypt po poprzednim wypłukaniu czopów migdałkowych. Zabieg jest dobrze tolerowany przez pacjentów, ma niski poziom powikłań (0,5–3%) i wysoki poziom skuteczności po pierwszej procedurze (80–85%) i po powtórzeniu zabiegu (95%). Tylko w 3–5% przypadków wymagane jest całkowite usunięcie migdałków podniebiennych z powodu niepowodzenia zabiegu i utrzymywania się dolegliwości. Należy podkreślić, że nie jest to metoda leczenia przewlekłego zapalenia migdałków podniebiennych, a jedynie zabieg zmierzający do zapobiegania powstania kamieni migdałkowych.
Najbardziej skutecznym sposobem na stałe pozbycie się nawracających kamieni migdałkowych jest zabieg wycięcia migdałków podniebiennych (tonsillektomia).
W przypadku rozpoznania u pacjenta pseudo-halitozy leczenie polega na udzieleniu mu porady na temat jego błędnego przekonania, ponieważ nie ma on prawdziwego problemu z oddechem.

## Epidemiologia
Kamienie migdałkowe występują u około 10% populacji, często w efekcie zapalenia migdałków. Nieprzyjemny zapach z ust u pacjentów z przewlekłym zapaleniem migdałków podniebiennych dotyczy 73%.